# Армено
Армено (итал. Armeno) — город в Италии, расположен в регионе Пьемонт, подчинён административному центру Новара (провинция).
Население составляет 2185 человек (на 23.06.1905), плотность населения составляет 70 чел./км². Занимает площадь 31 км². Почтовый индекс — 28011. Телефонный код — 00322.
В коммуне 15 августа особо празднуется Успение Пресвятой Богородицы.